# Jumel
Jumel is een gemeente in het Franse departement Somme (regio Hauts-de-France) en telt 368 inwoners (1999). De plaats maakt deel uit van het arrondissement Montdidier.

## Geografie
De oppervlakte van Jumel bedraagt 8,9 km², de bevolkingsdichtheid is 41,3 inwoners per km².
De onderstaande kaart toont de ligging van Jumel met de belangrijkste infrastructuur en aangrenzende gemeenten.

## Demografie
Onderstaande figuur toont het verloop van het inwonertal (bron: INSEE-tellingen).